# Peopolisation
La peopolisation, pipolisation, peoplelisation ou encore (au Québec) vedettisation est la propension des médias à accorder de l’importance aux célébrités et personnalités (en dehors du monde du spectacle) de la politique et du sport en présentant leur vie privée au grand jour .

## Définition
La peopolisation peut désigner :
- la médiatisation, voulue ou non, de la vie privée d'une personnalité extérieure aux personnalités du monde du spectacle. On parle ainsi de la « peopolisation du politique » avec la multiplication dans la presse écrite et les médias d'information en général de sujets mettant en avant la personnalité et la vie privée des hommes politiques. Selon la BBC, « les critiques reprochent à la politique française de se peopoliser, en d'autres termes de devenir obsédée par l'image médiatique des responsables politiques plutôt que par le contenu des programmes politiques »[2] ;
- l'utilisation à des fins médiatiques de l'image de personnalités célèbres par des associations, des entreprises ou des hommes politiques. En France, à la suite du soutien public apporté par les chanteurs Johnny Hallyday et Doc Gyneco, en août 2006, à Nicolas Sarkozy pour l'élection présidentielle de 2007, le quotidien Libération décrivait une « peopolisation de la campagne électorale » du président de l'UMP ;
- la tendance des médias généralistes à traiter de l'actualité des personnalités du show business et à aborder certains aspects de leur vie privée, au même titre que la presse spécialisée.

## Origines du mot
« Peopolisation » ou « pipolisation » — mot dérivé de la prononciation anglaise — est un néologisme dérivé de « people » (faux anglicisme pour personnage public, en anglais on parle de celebrities). On peut trouver aussi « peoplelisation ».
En France, le terme est apparu dans les années 2000 avec le développement de la presse people ou presse à scandale. Jusqu'alors, le terme de people ne s'appliquait qu'aux personnalités du monde du spectacle et aux médias spécialisés traitant de l'actualité de celles-ci. Il est désormais utilisé pour décrire aux moins deux phénomènes, l'un concernant la politique, l'autre les médias.
Au Québec, comme le mot people, le terme est peu répandu. L'Office québécois de la langue française recommande le mot « vedettisation ». Pour sa part, le Comité de terminologie de la Société Radio-Canada recommande plutôt l'emploi du terme « vedettarisation » pour désigner l’utilisation à des fins médiatiques de l'image de personnalités célèbres par des associations, des entreprises ou des hommes politiques (le terme « vedettisation » désigne plutôt l’action de faire accéder quelqu’un au rang de vedette).
La construction du mot, faisant appel au suffixe « -isation », reflète une pratique devenue relativement courante dans la néologie (voir balkanisation, aryanisation, starisation…). « Ces phénomènes sont souvent à la source de polysémies qui, même si elles sont intéressantes à analyser, ne sont pas sans semer la confusion dès lors qu'on isole le terme de son environnement événementiel », d'après l'analyse de la linguiste Maya Mady du Centre d’études et de recherches en terminologie arabe (CERTA). Ainsi le terme « peoplisation » pourrait désigner un processus devant déboucher sur une généralisation du phénomène de « politique people ».
Les diverses graphies du terme témoignent de sa nouveauté en 2007 et, sur le plan linguistique, montre qu'il s'insère mal dans les systèmes morphologique et orthographique du français. Si les néologistes ont raison et que la facilité d'intégration et de dérivation d'un terme nouveau sont indispensables à son implantation, la survie du terme n'est pas assurée.

## «Peopolisation du politique»

### Modèle anglophone
Dans les pays anglophones, le terme le plus proche de « peopolisation » est le concept de « Life politics ». Aux États-Unis d’Amérique et au Royaume-Uni, il s’agit d’un usage courant chez les responsables politiques qui communiquent aussi bien sur leur action publique que sur leur vie privée. Pour les élus, le but est d’apparaître sous un jour plus « humain », mais aussi de prouver qu’ils sont dignes de recevoir la confiance des électeurs dans la mesure où ils n’ont rien à cacher. En insistant sur l’homme au détriment des idées, ce phénomène a eu tendance à bipolariser le débat politique.

### Tabou jusque dans les années 2000
En France, jusque dans les années 2000, la vie privée des responsables politiques n'est pas considérée comme pouvant nourrir le débat public. Les élus peuvent choisir, par exemple, d’exposer leur famille, de mettre en scène leur vie quotidienne ou leurs vacances pour les besoins d’un reportage. 
C'est notamment le cas en 1974, lors de la campagne électorale pour l’élection présidentielle lorsque le candidat de l’UDF, Valéry Giscard d’Estaing, prit l’initiative de dévoiler une partie de sa vie privée afin de se défaire de son image de technocrate, (ou encore en 1992, lorsque Ségolène Royal invite les journalistes à la maternité afin de protester contre son remplacement au moment de son accouchement, et contre les discriminations dans leur travail des jeunes mères). En cela, on peut noter l’influence des méthodes de communication anglo-saxonnes dans la politique française.
Toutefois, les médias ne dévoilent alors pas sans leur accord les aspects les plus sensibles de la vie privée (enfants, divorce, décès d’un proche, pratiques sexuelles…) des politiques. Ce genre de traitement médiatique est réservé à des personnalités du Gotha et du monde du spectacle (exploitant leur propre image à des fins commerciales et non des idées philosophiques ou politiques) dans les limites du respect à la vie privée imposées par le droit français.

### Contexte politico-médiatique français
L'apparition du phénomène de peopolisation est liée aux nouveaux rapports établis entre médias et responsables politiques dans les années 2000. Ceux-ci se dessinent dans un contexte de méfiance, défiance, voire rejet de la classe dirigeante par une partie de l'opinion publique française et dans une période où les médias cherchent à élaborer de nouveaux concepts mêlant actualité et divertissement.
Les politiques ayant de plus en plus de mal à faire passer leur message, ils vont notamment se tourner vers des émissions de divertissement télévisées, comme Tout le monde en parle, On ne peut pas plaire à tout le monde et Vivement dimanche afin de toucher un nouvel auditoire. Une partie des responsables politiques de gauche et de droite, des journalistes et des intellectuels décrivent alors une dérive médiatique dangereuse de la communication politique en France.
L'un des épisodes les plus célèbres est la participation de Michel Rocard à l'émission Tout le monde en parle diffusée sur la chaîne publique France 2 le 31 mars 2001. Après un entretien classique sur son parcours et son actualité littéraire, l'ancien Premier ministre socialiste avait accepté de répondre à la question « Sucer, c'est tromper ? » posée par l'animateur et producteur Thierry Ardisson. Plus d'un an après les faits, cet épisode continuait de faire couler l'encre, l'hebdomadaire L'Express qualifiant cet épisode de « spectacle pitoyable » dans son édition du 18 avril 2002.
Durant la campagne présidentielle d’Emmanuel Macron de 2017, une grande couverture médiatique lui a été attribué. Entre le 14 avril 2016 et 7 mai 2017, date du second tour de l’élection présidentielle, il y a eu cinq couvertures du couple Macron qui ont été faites dans le magazine Paris Match. Qu’importe la fonction politique tenue par un politique français, faire une apparition dans ce magazine s’avère être un gage de confirmation publique dans l’opinion publique française. La hausse des ventes de ce magazine s’effectue à partir du moment où la une est consacrée à une personnalité publique. Ainsi le concept de peopolisation à travers le magazine Paris Match a permis à Emmanuel Macron de mettre en place des tactiques ponctuelles. C’est alors que ces manifestations à la une lui ont servi de cartes de visite auprès des électeurs français qu’ils soient des lecteurs assidus ou non du magazine. Cela a donc contribué à une rapide augmentation de sa popularité qui se trouvait être modéré au commencement. Par ailleurs, cela a aussi permis de le rendre légitime parce que le magazine oscille entre l’actualité en image et sa couverture people. De plus, la couverture permettait à Emmanuel Macron de mettre l’accent sur sa vie marital hétérosexuelle, à la suite de rumeurs sur son homosexualité présumé. Cela aurait pu nuire ces chances d’accéder au poste suprême. Enfin, la stratégie concrétise de manière subtil un pied de nez aux moqueurs par rapport à leur différence d’âge de vingt-trois ans avec sa femme Brigitte, par la mise en scène médiatique people.
Les cinq premières unes dans le magazine Paris Match du couple Macron ont été d’instaurer des actions politiques définies.
À l’origine, les premières de couvertures qui ont été dédiés au candidat pour la course présidentielle, n’était pas en sa faveur, avant que sa femme Brigitte Macron fût mise de l’avant.
Dans l’édition du magazine Paris Match datant du 14 avril 2016, la communication politique de ce dernier est considérée comme étant une erreur. Il s’ensuit un déchainement médiatique négatif. La seconde une dans le magazine datant du 11 août 2016 est une seconde mise en scène politico-médiatique. Leur communication est remise en doute par l’opinion publique ainsi le couple se trouvent apparentés au concept de peopolisation. Ils se voient attribuer la distinction de people de l’été par l’opinion publique. La troisième couverture de magazine Match, qui date du 24 novembre 2016, est une couverture qui vient consolider le nouveau virage people d’Emmanuel Macron.
Outre les journalistes, quelques concurrents politiques français de la droite et de la gauche viennent les provoquer en les appelant « candidat des magazines ».
À ces unes du candidat d’En Marche s’ajoute l’émission de la vidéo de son mariage sur France 3 et la sortie de son livre Révolution au même moment. Cela a amené les détracteurs du couple Macron à l’excessivité. La quatrième de couverture du magazine apparue le 9 février 2017, est également critiquée. Le journal Le Monde justifie le oui-dire sur la présumée homosexualité d’Emmanuel Macron comme étant « le revers de la médaille de sa propre peopolisation que lui-même aurait orchestré ».
Ce qu’il faut retenir de cette 4e couverture est que le discours politique d’Emmanuel Macron y est scruté. Ainsi, les dispositifs par lesquels il veut faire passer de plus en plus d’articles empruntant « un angle équivalent à celui de Paris Match en se focalisant sur sa femme à compter du 1er mars 2017 comme étant « le maillon fort » du candidat.
Enfin, la 5e couverture de Paris Match consacrée à Emmanuel Macron du 27 avril 2017, après le résultat du premier tour présidentiel, la fièvre médiatique semble être terminée.
Le candidat d’En Marche a réussi sa manœuvre médiatique.
Malgré les premières déviances, une grande partie de la presse a suivi le mouvement durant les 3 derniers mois de campagne. Un cadrage identique du picturemagazine avec l’appui des articles sur sa femme Brigitte Macron, et sur l’aspect non conventionnel de leur couple.

### Art de la mise en scène médiatique

#### Communication «à l'américaine»
L’idée d’une peoplisation de la vie politique n’est pas nouvelle. Elle a commencé dans les années 1970 avec Valéry Giscard d’Estaing, chef d'État de 1974 à 1981(lire ci-dessus). Elle s'est poursuivie sous la présidence de François Mitterrand (1981-1995), avec l'apparition, à la fin du deuxième septennat, de sa fille cachée, Mazarine Pingeot. À partir de 2002, le concept sera poussé à l’extrême par l'équipe de « spin doctors » de Nicolas Sarkozy dont la communication sur le thème de la « rupture » est inspirée des méthodes anglo-saxonnes.
« Dans la société de communication qui est la nôtre, le débat comme l'action sont permanents et c'est la condition pure que l'action soit acceptée par le pays. On ne peut pas jouer la société de communication quand cela vous arrange et la refuser quand elle vous dérange », explique Nicolas Sarkozy, cité dans le mémoire de maîtrise de Yan Chantrel. Celui-ci décrit les méthodes de communication de Nicolas Sarkozy comme celles « d'un dirigeant politique moderne, à l'américaine, entouré d'une équipe avec laquelle il développe, entre deux dossiers, un "relationnel fort" ».

#### Politique spectacle et téléréalité
Si l’origine du mot « peopolisation » remonte sans doute à 2000-2001, c'est d'abord l'expression « politique people », dérivée de « politique spectacle », qui est employée pour décrire les nouvelles méthodes de communication des élus. Le glissement sémantique vers « peoplisation », puis les variantes francisées « peopolisation » et « pipolisation », va véritablement s'effectuer en 2003.
Cette année-là, le débat se porte sur la « dérive people » de la presse et des médias généralistes. C'est aussi l'année où la chaîne TF1 annonce qu'elle réfléchit à un nouveau concept d'émission politique basée sur le principe de la téléréalité. Après que Jean-François Copé, porte-parole du gouvernement se soit porté candidat, le Premier ministre Jean-Pierre Raffarin s'y oppose. Et le projet est finalement abandonné.
L’apparition du néologisme s’inscrit ainsi dans un contexte de développement de la presse people et des émissions de téléréalité, deux concepts médiatiques reposant sur le voyeurisme. Le terme « peopolisation » est donc dès le départ connoté de manière très péjorative.

#### Omniprésence médiatique
À partir de la fin de 2002, les journalistes politiques commencent à employer le mot « people » dans leurs commentaires sur le gouvernement de Jean-Pierre Raffarin, en particulier sur l’action du ministre de l’intérieur. L'apparition du phénomène de « peopolisation du politique » reste, en effet, incontestablement liée au personnage de Nicolas Sarkozy. Après une période de disgrâce de sept ans, le député des Hauts-de-Seine revient au gouvernement comme ministre de l'Intérieur en mai 2002. L'importance donnée aux questions de sécurité, dont il a la charge, va le propulser au-devant de l'actualité. De petites phrases en plateaux de télévision, il donne l'impression d'être omniprésent dans les médias. Au point qu’on s’interroge alors sur un éventuel favoritisme de la part des journalistes. On parle alors à son égard de « frénésie médiatique ».
Le débat s’envenime avec la diffusion, le 19 décembre 2002, dans l’émission Envoyé spécial de France 2, d’un reportage consacré à la vie privée du ministre, mettant en scène ses enfants et son épouse, Cécilia Sarkozy, qui est alors sa conseillère technique Place Beauvau. Nicolas Sarkozy, sa femme, mais également les responsables de l’information de la chaîne publique sont abondamment critiqués pour avoir transgressé l’interdit voulant qu’on ne communique pas sur la sphère privée lorsqu’on est un responsable politique. Des reproches similaires avaient déjà été formulés à l’encontre de Valéry Giscard d’Estaing en 1974.

#### Confusion entre vie privée et vie publique
Un tournant décisif s’opère en 2004-2005. Le 28 novembre 2004, Nicolas Sarkozy est officiellement désigné président de l’UMP, lors d’un meeting du parti au Bourget. Selon une mise en scène réglée par le nouveau chef du parti, un film d'encouragement est diffusé montrant des artistes se succéder en lui déclarant de messages de soutien. L’objectif est de montrer à l'opinion publique que des artistes aussi populaires que Michel Sardou et Christian Clavier soutiennent celui qui est alors déjà un probable présidentiable. S’il est de tradition que des personnalités des arts et de la société civile prennent parti en faveur de candidats, cette fois, celles-ci s'engagent en tant qu'amis d'un politique et selon une scène complète.
Mais c’est surtout la fin du film qui fera date, avec l'apparition du plus jeune fils de Nicolas Sarkozy, Louis, qui lui crie « Bonne chance mon Papa ». Certains médias dénoncent alors l’utilisation « indécente » de cet enfant à des fins politiques.
Pourtant, l’idée que les politiques puissent communiquer sur leur vie privée de manière ouverte est désormais acquise. Le 7 janvier 2005, la station de radio Europe 1 lance une nouvelle émission hebdomadaire intitulée Politique people avec comme premier invité, Jean-François Copé, alors porte parole du gouvernement et ministre du Budget. Diffusée chaque vendredi de 13 h 20 à 14 h 30, elle sera suspendue en août 2005.
Entre-temps, en juillet 2005, Jack Lang évoque sa candidature à l’investiture du Parti socialiste pour la présidentielle de 2007 par l’intermédiaire du magazine people Voici. Le 25 juillet 2005, le quotidien Libération publie un article intitulé « Les politiques candidats à la presse people ». Revenant sur le meeting de l’UMP au Bourget en novembre 2004, le journal estime que « l'annonce estivale de Lang vient ponctuer une année riche en peopolisation de la gent politique ».

#### «Dérive» dénoncée par les journalistes
L’événement le plus marquant dans l'enracinement des termes « people » et « peopolisation » dans l'univers de la politique française est la publication, le 25 août 2005, d’un sujet paparazzi et d’une photo en couverture de l’hebdomadaire Paris Match montrant Cécilia Sarkozy en compagnie de son amant supposé. Malgré lui, cette fois, le leader de la droite suscite le débat. Le ministre saura rebondir en abordant le sujet de sa vie conjugale dans son autobiographie (Témoignage) parue en juillet 2006. À cette occasion, il lui sera une nouvelle fois reproché sa tendance à la peoplisation en étalant publiquement sa vie privée.
L'« affaire Cécilia » dépasse toutefois la personnalité de Nicolas Sarkozy, car pour la première fois, un média français utilise les méthodes de la presse people pour dévoiler la vie d’un homme politique sans l’accord de celui-ci. Ce feuilleton et ses suites, avec notamment la divulgation du nom de la maîtresse de Nicolas Sarkozy par l’Agence France-Presse, marquent un tournant dans la vie politique française et l’histoire de la presse. Le 14 octobre 2005, à l'issue de son 87e congrès organisé à Royat, le Syndicat national des journalistes met en garde « la profession sur la dérive "people" des médias français illustrée par les péripéties entourant la vie privée d’un ministre qui menace de poursuites judiciaires plusieurs organes de presse ».
Le phénomène de peopolisation est désormais clairement identifié. Dans le quotidien Le Monde, le terme, sous sa forme « pipolisation », apparaît pour la première fois associé à celui de « politique » dans un article intitulé « Le gouvernement par les people » le 1er octobre 2005. Il est depuis régulièrement employé par les médias et le personnel politique pour décrire les nouvelles méthodes de communication des personnages les plus en vue de la République.

### Des rapports ambigus avec la presse people
Dans une moindre mesure, la socialiste Ségolène Royal, principale rivale dans les sondages de Nicolas Sarkozy, est elle aussi critiquée pour la peoplisation de sa campagne. On lui reproche notamment de jouer de sa féminité, de s’afficher avec des célébrités comme les humoristes Jamel Debbouze et Elie Semoun, l’écrivain Fred Vargas, l'animatrice Daniela Lumbroso ou la chanteuse Lââm, et de s’affranchir des idées traditionnellement défendues par son parti. Elle suscite un intérêt bien au-delà des rubriques Politique des médias.
Dès 1992, alors qu'elle était ministre de l'Environnement, Ségolène Royal avait posé pour la presse après avoir accouché, s'affichant avec sa dernière née à la une du quotidien populaire France-Soir.
En août 2006, photographiée à son insu avec ses enfants par un paparazzi pendant ses vacances de l’été, elle a fait la une des magazines Closer et VSD en maillot de bain. En couverture du magazine Closer, la présidente de Poitou-Charentes se retrouve aux côtés de célébrités de la télévision et du cinéma. En une de VSD, elle est face à une photo de Nicolas Sarkozy, lui-aussi photographié en maillot de bain. Ségolène Royal n'a toutefois pas porté plainte contre les deux hebdomadaires pour atteinte à sa vie privée.

#### Augmentation des ventes
Pour Philippe Labi, directeur de la publication de VSD, « ces photos ne traduisent pas une « peopolisation » des politiques mais plutôt un changement de style et de génération. Ségolène Royal comme Nicolas Sarkozy apparaissent amincis, bronzés. Ils sont en précampagne électorale. Ils savent qu'ils peuvent être photographiés. On a publié ces photos car Mme Royal est à son avantage. Il n'y a pas d'agressivité dans le visuel ». Avec ce numéro, l'hebdomadaire s'est vendu à 240 000 exemplaires, « soit le meilleur chiffre depuis trois ans pour un mois d'août », selon l'éditeur.
Laurence Pieau, rédactrice en chef de Closer reconnaît pour sa part : « C'est la première fois que l'on publie des photos d'une personnalité politique. C'est d'ailleurs aussi la première fois qu'un photographe nous en propose. Pour nous c'est une décision exceptionnelle. Cela ne veut pas du tout dire qu'on publiera demain des photos de Sarkozy en maillot de bain. Mais on n'a pas le sentiment d'ouvrir une brèche ». Selon l'hebdomadaire Challenges, le numéro de Closer consacré à Ségolène Royal a été un des « gros succès de l'été » de la presse people, avec une diffusion payée de 650 000 exemplaires (en 2005, les ventes moyennes étaient de 400 000 exemplaires).
En septembre 2005, le Premier ministre français Dominique de Villepin était apparu dans la presse en maillot de bain sur la côte atlantique, à La Baule, mais il s'agissait alors de photos posées et non volées. Cette nouvelle tendance à présenter les responsables politiques français en maillot de bain a été baptisée Bikini Politics par certains médias anglophones.[réf. nécessaire]

#### Anti-peoplisation, thème de campagne
À l'encontre de Ségolène Royal, son concurrent à l'investiture Laurent Fabius profite de l'université d'été du Parti socialiste à La Rochelle (25-27 août 2006) pour lâcher une formule choc : « Je préfère dire : voici mon projet que : mon projet c’est Voici ».
Cette idée est développée par Jean-Luc Mélenchon le 22 août 2006 dans une interview accordée au quotidien Le Figaro et titrée « La “pipolisation” de la présidentielle est criminelle ». Le sénateur PS de l'Essonne y déclare notamment : « Actuellement il y a une ambiance La croisière s'amuse. C'est insupportable ! La « pipolisation » de la présidentielle est criminelle. Elle masque la gravité des problèmes qui montent ».
De gauche à droite, les opposants de Ségolène Royal et de Nicolas Sarkozy axent dorénavant une partie de leur campagne sur la critique de la peopolisation. Le 15 septembre 2006, dans une interview au quotidien Le Parisien, le député du Parti communiste français de Seine-Saint-Denis Patrick Braouezec se déclare prêt à se porter candidat à l'élection présidentielle de 2007. « Mon expérience peut être utile pour mener cette campagne qui doit éviter le piège de la personnalisation et de la peopolisation », explique-t-il.
De son côté, François Bayrou a, à de nombreuses reprises, dénoncé une dérive de « la politique people » et mis en cause le favoritisme supposé des grands médias à l'égard des deux favoris de l'élection présidentielle. Toutefois, en juin 2006, le président de l'UDF avait accepté de poser en famille dans l'hebdomadaire Paris Match pour une photographie illustrant un article sur les origines de son engagement en politique .
La peopolisation du politique est un thème fort qui séduit la presse people française, puisqu'en septembre 2006, l'hebdomadaire Voici a décidé de reprendre à son compte la phrase de Laurent Fabius (« Je préfère dire : voici mon projet que : mon projet c’est Voici. ») comme référence à sa campagne de publicité : « Quand Laurent Fabius nous fait de la pub, c'est Royal. ». L'ancien Premier ministre s'est déclaré « tout à fait opposé à la dérive people de la politique et de la presse. Cette utilisation faite à mon insu me renforce dans ma conviction ».
Toujours à gauche, il est parfois aussi reproché au candidat de la LCR, Olivier Besancenot[réf. nécessaire], une pipolisation de sa communication. Une critique que lui-même adresse à ses concurrents de gauche et de droite.

#### Mélange des genres journalistiques
Les rapports entre presse people et politiques sont toutefois plus complexes qu'il n'y paraît, en témoigne ce que les médias ont surnommé l'« affaire Gala/Montebourg ». Le 13 septembre 2006, l'hebdomadaire people Gala consacre un portrait au député socialiste Arnaud Montebourg qui se trouve être le porte-parole de Ségolène Royal pour la campagne présidentielle. Le magazine avait déjà consacré une couverture aux couples Nicolas-Cécilia Sarkozy et Ségolène Royal-François Hollande en juin 2006. Cette fois, l'article, qui décrit certains aspects de la vie privée du député de Saône-et-Loire. Il est accompagné de photographies et enrichi de nombreuses citations originales. La participation à un magazine people d'Arnaud Montebourg, qui a fait de l'intégrité son cheval de bataille, surprend les observateurs de la vie politique et médiatique française.
Quelques mois plus tôt, le député avait lancé un appel aux responsables politiques à boycotter les programmes télévisés de divertissement dans l'émission de Daniel Schneidermann Arrêt sur images du 12 février 2006, le chroniqueur de la vie des médias saluant une attitude symptomatique du refus de la peopolisation par certains politiques. Cette fois, le journaliste prend sa plume dans le quotidien Libération pour constater avec consternation que « Montebourg est tombé dans la soupe des people ». Aussitôt, le 17 septembre, Arnaud Montebourg répond dans le même journal qu'il s'est d'abord opposé à la publication de l'article et ne s'est jamais prêté à un reportage chez lui .
En fait, il s'avère que l'auteur de l'article, Daniel Bernard, journaliste salarié de l'hebdomadaire politique Marianne et pigiste occasionnel de Gala a prévenu Arnaud Montebourg de la parution du portrait dans le magazine people, le mettant devant le fait accompli. Le député lui aurait alors cédé, à contrecœur, quelques citations supplémentaires sur ses goûts personnels, mais refusant de parler de sa famille.
Pour ce « mélange des genres », Daniel Bernard a été sanctionné le 18 septembre 2006 d'un avertissement de la direction de Marianne, magazine qui se veut justement opposé à la peoplisation du politique. Pour sa part, Arnaud Montebourg affirme le même jour son intention d'assigner en justice le groupe Prisma Presse, éditeur du magazine Gala, pour « intrusion dans (sa) vie privée ».
Dès le numéro suivant, le 21 septembre 2006, Gala consacre sa une à Ségolène Royal. Si celle-ci a donné son accord à la rédaction, elle n'a pas souhaité répondre à une interview pouvant être utilisée dans le sujet rédigé par Daniel Bernard. Cette publication, une semaine après l'« affaire Gala/Montebourg » a toutefois mis la pression sur le Parti socialiste. Pressé de répondre aux questions des journalistes sur la peopolisation dont fait l'objet sa compagne, le premier secrétaire du PS, François Hollande, déclare « les magazines font ce qu'ils veulent, hélas. Nous ne sommes pas responsables d'y être ou de ne pas y être (…). Mais la politique n'est pas un spectacle » .
« En tant que magazine qui traite de l'actualité des célébrités, Gala s'intéresse depuis toujours aux personnalités politiques au même titre qu'aux sportifs ou aux stars de la chanson, d'autant qu'ils se mêlent de plus en plus aux people », explique Loïc Sellin, rédacteur en chef adjoint de l'hebdomadaire.
Le magazine traite ainsi de la vie des responsables politiques, soit sous la forme de « rendez-vous », comme cela a été le cas avec le ministre de l'éducation nationale Gilles de Robien, qui s'est prêté à un reportage chez lui, soit sous la forme d'« enquêtes journalistiques », qui, comme le note Le Monde « donnent lieu à ces reportages-portraits au statut ambigu, réalisés à l'insu des personnalités concernées ou sans leur collaboration, mais sans que cela soit expressément expliqué au lecteur ». Plusieurs reportages consacrés à Ségolène Royal ont déjà été publiés sous cette forme par Gala, notamment un long article sur « Le style Ségolène » (10 mai 2006) et un autre sur le couple Royal-Hollande (26 juillet 2006), écrits par Daniel Bernard et illustrés de photos d'agence.

### Tendance «irréversible»?
Cité le 6 septembre 2006 par le quotidien francophone suisse Le Temps, le Français Roland Cayrol, directeur de l'institut CSA et chercheur à la Fondation nationale des sciences politiques, estime que la « peoplisation » est une tendance à la fois irréversible et de mieux en mieux installée : « Il y a une acceptation plus tranquille des candidats à se mouvoir dans l'univers people. Avant, ils avaient une réticence. Ils se disaient : "On n'est pas des stars du show-biz." Ils comprennent davantage aujourd'hui - et les électeurs aussi - que la posture de l'homme politique n'est plus seulement celle de la rationalité, mais celle de l'émotion. C'est ce que disait Nicolas Sarkozy à Didier Barbelivien, son ami et compositeur : "On fait le même métier, qui est de susciter des émotions chez les gens" ».
De son côté, dans une dépêche de l'AFP du 11 août 2006, le chercheur Dominique Wolton, spécialiste de communication politique, s'inquiète de ce qu'il considère comme une « dérive » de la presse française. Il s'insurge que les médias français se fassent « complices de cette pipolisation des politiques » même s'ils sont encore « loin de la presse de caniveau » britannique. « Que Ségolène Royal soit en maillot de bain, ce n'est pas une déclaration politique », estime Dominique Wolton.
Un avis également partagé par le journaliste Alain Duhamel qui, dans l'édition dominicale du 10 septembre 2006 du quotidien Sud Ouest, s'inquiète de la pipolisation de la vie politique. Selon lui, « la "pipolisation" est vraiment montée en puissance ces derniers mois. Je suis d'autant plus déçu que j'ai toujours été un partisan de l'économie de marché : naïvement, je pensais que la concurrence à la télévision, entre les chaînes et les rédactions, allait améliorer l'information politique. Ce n'est évidemment pas le cas. Les politiques sont obligés de se faufiler dans les émissions de variétés, là où ils pensent être écoutés ».
Interrogé par l'hebdomadaire Le Point (édition du 31 août 2006), René Rémond, se voulait, lui, plus prudent : « Je crois qu'il ne faut pas céder à cette "pipolisation". Si les tentations sexuelles des hommes politiques ont un effet sur leurs décisions et instituent une sorte de magistrature d'influence avec des maîtresses ou des épouses qui n'ont aucune légitimité politique, alors oui, on a le devoir d'en parler. Mais, sinon, cela relève du voyeurisme, voire du puritanisme. Les hommes politiques, contrairement aux comédiens, ont en charge la politique de la cité. Je pense qu'au moment où les citoyens doivent choisir entre des personnes il est effectivement important de bien les connaître. Mais est-ce pour autant raisonnable d'effacer une frontière entre le public et le privé, qui pourrait avoir pour conséquence, je crois, l'absorption du privé par le public, et la dissolution de la politique dans le social ? Il faut être strict, car on encourage là une curiosité qui n'est pas saine, et qui n'apporte rien à la compréhension du fonctionnement des institutions, ni à un choix lucide et éclairé pour les citoyens. On flatte là quelque chose qui n'a rien à voir avec la compréhension de la vie politique et qui pourrait s'apparenter à un dérapage. Motivé cette fois non par le sexe, mais par l'argent. Qui, comme vous le savez, est un autre aphrodisiaque… ».
Dès 1992, l'ethnologue français Georges Balandier, spécialiste d'anthropologie politique, réactualisait le concept antique de « théâtrocratie » pour qualifier le besoin qu'éprouvent les institutions à parader, quêtant autant l'admiration que la légitimité : « Le mal démocratique, aujourd'hui, c'est l'anesthésie cathodique de la vie politique ».